# Rocket mijn raket
Rocket mijn raket (originele titel: I Got a Rocket!) is een animatieserie uit 2006. De serie is gebaseerd op het gelijknamige boek I Got a Rocket! van Matt Zurbo en Dean Gorissen. De serie is een coproductie van onder meer SLR Productions, Taffy Entertainment, Sunwoo Entertainment, Peach Blossom, KI.KA ARD en Europool. Ze is nagesynchroniseerd in verschillende talen, waaronder het Nederlands. De Nederlandstalige versie is onder meer te zien op Ketnet. Een aflevering duurt 25 minuten.

## Het verhaal
Vincent Q kreeg voor z'n 12e verjaardag een raket voor zijn verjaardag, Rocket. Rocket helpt hem met verschillende dingen en samen beleven ze vanalle avonturen. Deze raket verandert werkelijk z'n leven...

## Enkele personages
- Vincent 'Vinnie' Q: Vincent houdt van avontuur. Sinds hij Rocket kent, is zijn leven een pak boeiender.
- Rocket: Een raket die kan praten, in enkele seconden door het heelal vliegen, veranderen in een broodrooster, ... Rocket is de beste vriend van Vincent.
- Gabby: De beste vriendin van Vincent. Zij komt van het platteland, is heel sterk en vindt steeds een oplossing als Vinnie en Rocket weer eens in de problemen zitten.
- Rainbow en Judy: Rainbow is een hippie die nooit kwaad wordt en gelooft in liefde en vrede. Zijn pop, Judy, is zijn tegenpool.
- De Duckys: Scuds, Biffo en Franky Ducky zijn de aartsvijanden van Vincent. Zij maken hem en Rocket het leven zuur. Franky is het enige meisje van de groep.

## Stemmen
| Personage          | Oorspronkelijke stemacteur | Nederlandse nasynchronisatie | Vlaamse nasynchronisatie |
| ------------------ | -------------------------- | ---------------------------- | ------------------------ |
| Rocket             | Thomas Bromhead            |                              |                          |
| Vincent 'Vinnie' Q | Jamie Oxenbould            |                              | Rob Teuwen               |
| Hoogleraar V       | Marcello Fabrizi           |                              |                          |
| Ma Ducky           | Drew Forsythe              |                              |                          |
| Biffo              | Drew Forsythe              |                              |                          |
| Scuds Ducky        | Drew Forsythe              |                              |                          |
| Gaby               | Trilby Glover              |                              |                          |
| Max                | Trilby Glover              |                              |                          |
| Crystal            | Rachel King                |                              |                          |
| Frankie Ducky      | Rachel King                |                              |                          |